# Goran Čolak
Goran Čolak (Zagreb, 24. travnja 1983.) hrvatski je športaš i hrvatski rekorder u ronjenju na dah. Amatersku karijeru u ronjenju na dah započeo je 2006. godine, dok se elitnoj skupini profesionalnih ronioca na dah pridružio 2011. godine.

## Životopis

### Ronilačka karijera
Čolak je 2009. pobijedio na CMAS-ovom Confédération Mondiale des Activités Subaquatiques svjetskom prvenstvu i postavio novi svjetski rekord na zajedničkom događaju s AIDA International, najjačom organizacijom za ronjenje na dah u svijetu. Preronio je 244 m u disciplini dinamika s perajama i osvojio zlatnu medalju te prvo mjesto i najduži zaron cijelog CMAS-ovog i AIDA-inog prvenstva.
2011. postao je Confédération Mondiale des Activités Subaquatiques (CMAS) svjetski prvak u disciplini dinamika s perajama, s preronom od 250 m što je ujedno i novi CMAS-ov svjetski rekord, njegov četvrti CMAS-ov rekord u karijeri. Dana 16. studenoga 2011. postao je AIDA International Svjetski prvak i Svjetski rekorder na AIDA-inom svjetskom prvenstvu u Lignanu, Italija, s preronom od 271 m, srušivši dotadašnji svjetski rekord kojeg je držao Dave Mullins s 265 m. Na istom natjecanju osvojio je uz ovo zlato, još i srebro u disciplini dinamika bez peraja, te još jedno zlato u disciplini statička apnea
2012. godine pobijedio je na AIDA-inom momčadskom svjetskom prvenstvu, održanom u Francuskoj (Nica) s Veljanom Zankijem i Božidarom Petanijem kao momčadskim kolegama.
Natjecao se na AIDA-inom svjetskom prvenstvu u Beogradu, (Srbija) 2013. te osvojio sva tri zlata iz sve tri discipline na prvenstvu te postavio novi AIDA-in svjetski rekord. Goran Čolak pobijedio je u disciplini dinamika s perajama sa zaronom od 206 m, u disciplini dinamika bez peraja sa zaronom od 281 m, što je ujedno duljina novog AIDA-inog svjetskog rekorda. Trećeg dana osvojio je i treće zlato s rezultatom od 8,59 min u završnici discipline statična apnea. Čolak je dominirao Svjetskim prvenstvom od početka do kraja pobijedivši u sva tri nastupa u kvalifikacijama te sva tri finalna nastupa. Njegovi rezultati u kvalifikacijama su bili 182 m u DNF, 250 m u DYN, te 8,34 min u STA.
2013 Čolak se natjecao na CMAS svjetskih igara u Kazan, Rusija. tamo je popravio nacionalni rekord u Statičnoj apneji sa zaronom od 09:18 minuta i osvojio brončanu medalju, na istom natjecanju osvojio je dvije srebrne medalje u dinamici s i bez peraja sa zaronima od 260 i 194 metara. Čolak je jedini muški sportaš koji je osvojio medalje u sve tri discipline u Kazanu.
Čolak najavio AIDA WR pokušaj u Beogradu od 21. do 27. studenog 2013. godine, već prvog dana uspio je oboriti stari rekod (Dave Mullins NZL 218m) sa zaronom od 225m.
Čolak je bio član hrvatske reprezentacije na Svjetskom AIDA timskom svjetskom prvenstvu na Sardiniji 2014. godine, bio je najuspješniji sportaš cijelog natjecanja u ukupnom zbroju bodova. Postavio je dva najbolja rezultata timskih svjetskih prvenstava, jedan u statici (9: 13min), te u dinamici s perajama (250m). Hrvatska reprezentacija završila na četvrtom mjestu nakon što su druga dva člana, Božidar Petani i Bruno Šegvić diskvalificirani, svaki u jednom od tri nastupa.
Čolak se 2014. natjecao na CMAS Europskom prvenstvu u Španjolskoj (Tenerife), kao član hrvatske reprezentacije. Srušio je CMAS i apsolutni svjetski rekord u dinamici s perajama, zaronom od 288m, dodajući 23m na prethodni CMAS WR (Aleksandr Kostyshen iz Rusije) i 7 metara na apsolutni AIDA WR (vlastiti svjetski rekord iz 2013. godine). Također je osvojio zlatnu medalju u toj disciplini, uz srebrno na istom natjecanju u statičnoj apneji 2 dana prije.
2015. Čolak sudjeluje na AIDA Svjetskom prvenstvu u Beogradu, Srbija. Uspio je osvojiti jednu srebrnu (STA), i jednu brončanu medalju (DNF), ovo je ujedno bilo naj losije svjetsko prvenstvo u kojem je do tada nastupio i jedino u kojem nije uzeo medalju u sve 3 discipline. Čolak je također najavio da će od sada na dalje započeti započeti prijelaz iz bazena do dubinske discipline.
Na AIDA dubiskom svjetskom prvenstvu 2015., koje je održano u Limassolu na Cipru, Čolak je imao debi na dubinskim svjetskim prvenstvima. Oborio je sva 3 dubinska nacionalna rekorda zaronima do 71 metara u CNF, 108 m CWT, te 98 m u disciplini FIM. Za CWT zaron od 108 metara bio je nagrađen srebrnom medaljom te je takoder proglasen ukupnim pobjednikom cijelog natjecanja. Nagrada za taj uspjeh se zove "Natalia Molchanova nagrada" Čolak postao prva osoba koja je primila tu nagradu.
Kasnije iste godine, Čolak sudjelovao je na prvom CMAS dubinskom svjetskom prvenstvu u Ischia, Italija. Nastupio je u jednoj disciplini (CWT), uspjesno je zaronio na 110 metara, osvojio zlatnu medalju i postavio novi CMAS svjetski rekord.
Čolak je najavio da će 28. rujna 2013. pokušati oboriti svjetski rekord (Guinness) u statičnoj apneji s prethodnim udisanjem čistog kisika, koji je držao Tom Sietas s 22 minuta 22 sekunde. Uspio je, držeći dah na Zagrebačkom glavnom trgu 22:30 min, te postavio novi Guinnessov svjetski rekord. [10] [18] 20. lipnja 2014 je popravio svoj rekord na 23:01. 
Čolak je trenutno najuspješniji AIDA natjecatelj u povijesti održavanja svjetskih prvenstava sa 6 zlatnih i jednom srebrnom medaljom.
Čolak je osvojio Dubai Range Rover challenge dvije uzastopne godine, (2011.-2012.), a na drugom mjestu je završio 2013. i 2014.
Oborio je preko 30 nacionalnih AIDA-inih i CMAS-ovih rekorda, osvojio nacionalno prvenstvo u DYN 7 puta za redom (2007. – 2013.), te bio nominiran za Hrvatskog športaša godine 2009., 2010., 2011., 2013, 2015

## Popis medalja sa svjetskih prvenstava Gorana Čolaka
| Asocijacija | Zlato | Srebro | Bronca |   | SR |
| AIDA        | 6     | 3      | 1      | 3 |    |
| CMAS        | 8     | 4      | 2      | 7 |    |

## Službeni svjetski rekordi Gorana Čolaka
BF - stereo peraje
| Disciplina | Federacija | Rezultat     | Datum i mjesto                |
| ---------- | ---------- | ------------ | ----------------------------- |
| CNF        | CMAS       | 83 m         | 4. listopada 2017., Kaš       |
| DYN BF     | CMAS       | 244 m        | 16. lipnja 2017., Cagliari    |
| DNF        | CMAS       | 206 m        | 14. lipnja 2017., Cagliari    |
| DYN BF     | CMAS       | 229.8 m      | 9. travnja 2017., Zagreb      |
| CWT        | CMAS       | 110 m        | 6. listopada 2015., Ischia    |
| DYN        | CMAS       | 288 m        | 17. listopada 2014., Tenerife |
| STA O2     | Guinness   | 23:01 min    | 20. lipnja 2014., Vir         |
| DNF        | AIDA       | 225 m        | 21. studenoga 2013., Pančevo  |
| STA O2     | Guinness   | 22:32 min    | 29. rujna 2013., Zagreb       |
| DYN        | AIDA       | 281 m        | 28. lipnja 2013., Beograd     |
| Team (3)   | AIDA       | 840.6 bodova | 16. rujna 2012., Nice         |
| DYN        | AIDA       | 273 m        | 16. listopada 2011., Lignano  |
| DYN        | CMAS       | 250 m        | 1. listopada 2011., Tenerife  |
| DYN        | CMAS       | 248.52 m     | 13. rujna 2010., Zagreb       |
| DYN        | CMAS       | 244.33 m     | 22. kolovoza 2008., Aarhus    |
| DYN        | CMAS       | 189.48 m     | 16. lipnja 2007., Split       |

## Osobni rekordi
| Disciplina | Disciplina | Rezultat  | Organizacija |
| ---------- | ---------- | --------- | ------------ |
|            |            |           |              |
| Vrijeme    | STA        | 9:58 min  | CMAS         |
| Vrijeme    | STA O2     | 23:01 min | Guinness     |
|            |            |           |              |
| Daljina    | DNF        | 225 m     | AIDA         |
| Daljina    | DYN        | 288 m     | CMAS         |
| Daljina    | DYN BF     | 244 m     | CMAS         |
| Daljina    | DYN BF     | 275 m     | CMAS         |
| Daljina    | JB         | 170 m     | CMAS         |
|            |            |           |              |
| Dubina     | CNF        | 83 m      | CMAS         |
| Dubina     | CWT        | 115 m     | AIDA         |
| Dubina     | CWT BF     | 105 m     | CMAS         |
| Dubina     | FIM        | 98 m      | AIDA         |

## Nagrade i priznanja
- 2019. odlikovan je Redom Danice hrvatske s likom Franje Bučara za iznimne sportske uspjehe.[10]
- 2018. primio je godišnju nagradu Sportskog saveza Grada Zagreba.
- 2017. primio je godišnju nagradu Sportskog saveza Grada Zagreba.
- 2012. primio je godišnju nagradu Sportskog saveza Grada Zagreba.